# Bauhinia ombrophila
Bauhinia ombrophila är en ärtväxtart som beskrevs av Du Puy och Raymond Rabevohitra. Bauhinia ombrophila ingår i släktet Bauhinia och familjen ärtväxter. Inga underarter finns listade i Catalogue of Life.